# Pic de la Bassera
Pic de la Bassera är en bergstopp i Andorra, på gränsen till Spanien. Den ligger i den västra delen av landet. Toppen på Pic de la Bassera är 2 693 meter över havet.
Den högsta punkten i närheten är 2 778 meter över havet, 1,1 kilometer sydväst om Pic de la Bassera.
I trakten runt Pic de la Bassera förekommer i huvudsak kala bergstoppar.